# شیرینی اسکار
شیرینی اسکار، در ایالات متحده آمریکا معروف به شیرینی اثرانگشتی، در کشور سوئد معروف به غار تمشک (Hallongrotta) یک نوع کلوچه است که منشأ آن احتمالاً کشور سوئد بوده است. طرز تهیه این شیرینی بسیار راحت است و معمولاً با وانیل طعم داده شده و بر روی آن مربای تمشک قرار داده می‌شود.